# Pompeo Batoni
Pompeo Girolamo Batoni (Lucca, 25 gennaio 1708 – Roma, 4 febbraio 1787) è stato un pittore italiano.

## Biografia

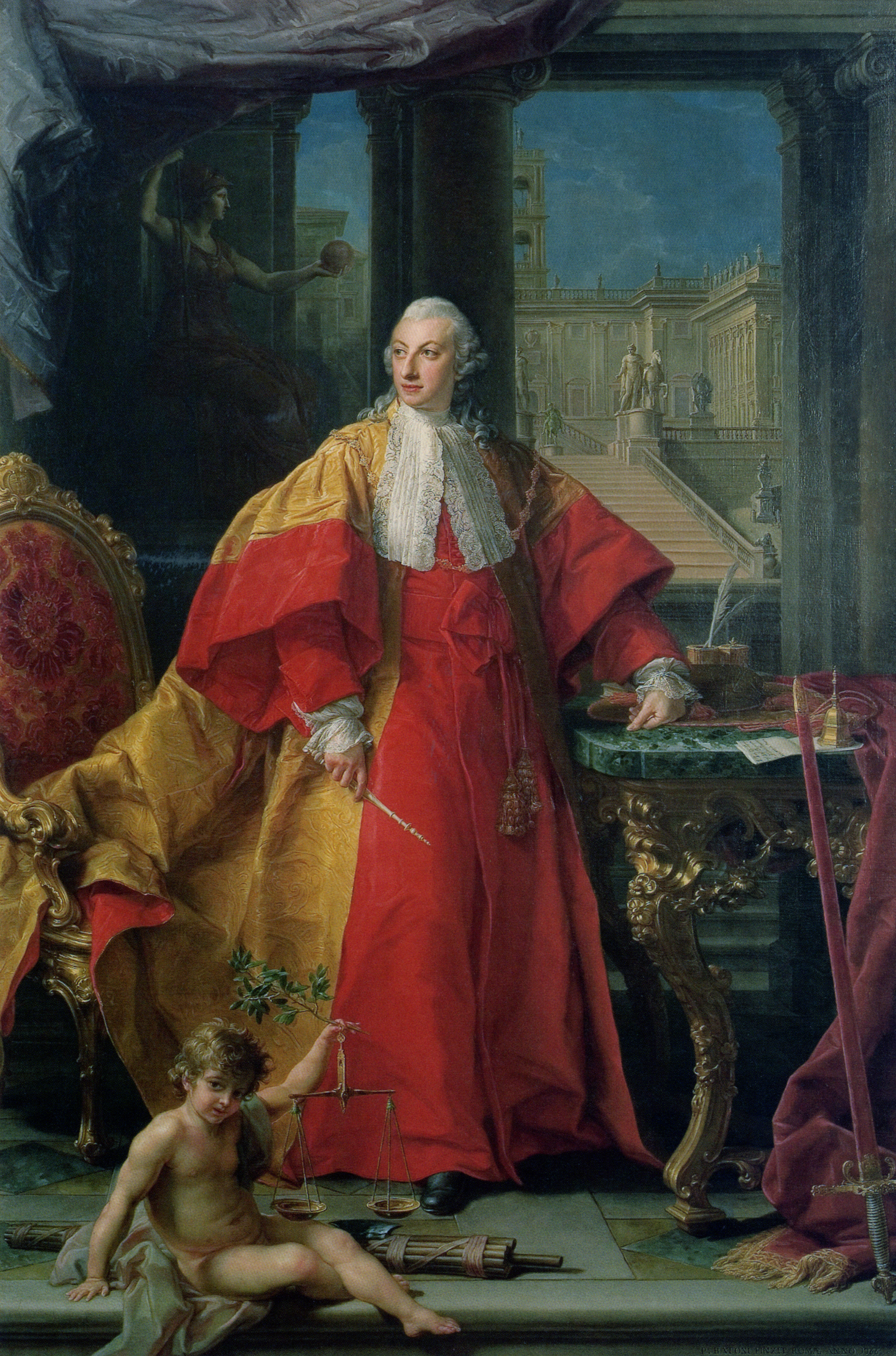
Pompeo Batoni, Ritratto del principe Abbondio Rezzonico, 1766, Roma, Gallerie nazionali d'arte antica

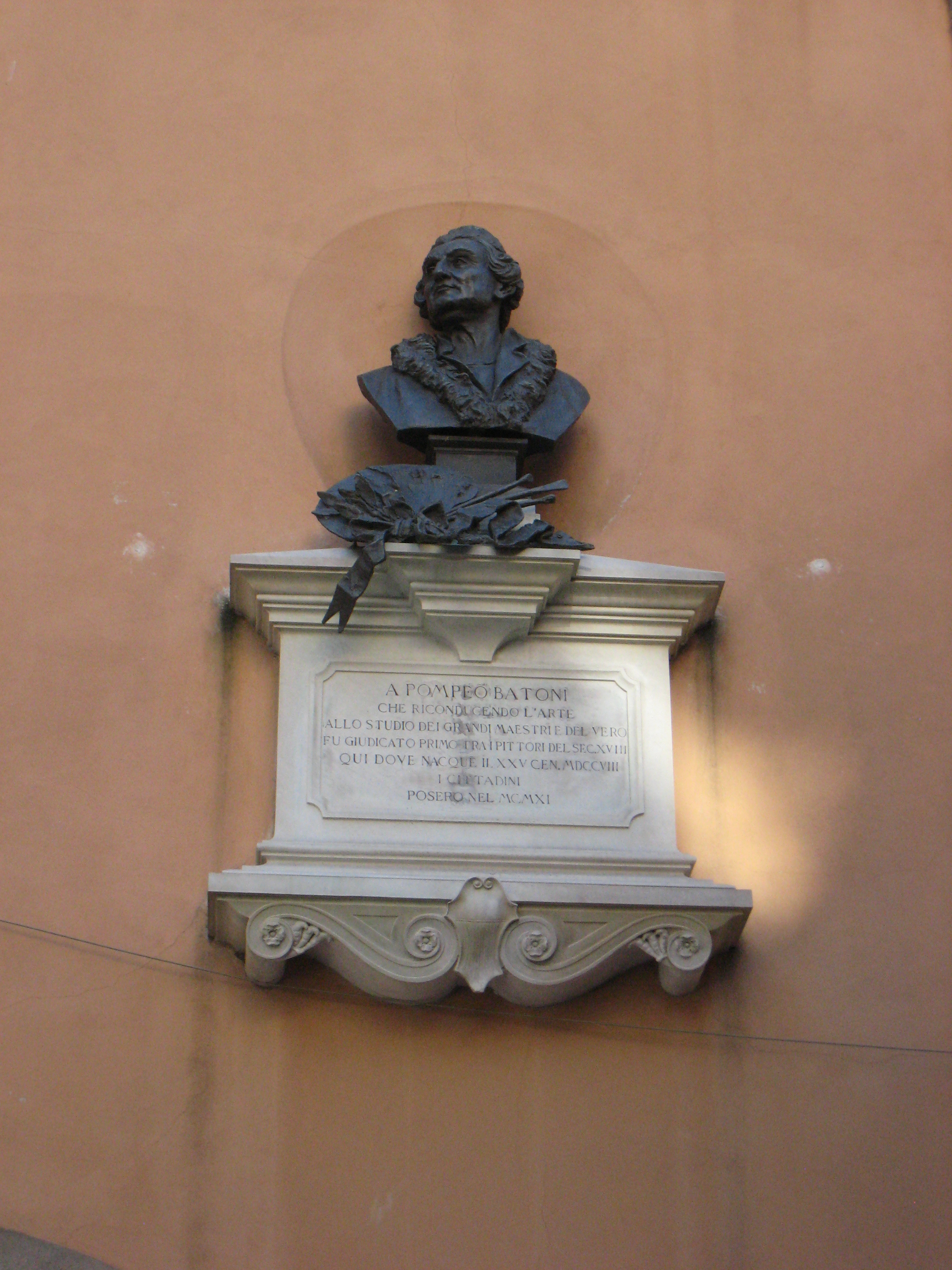
Busto e lapide sulla casa natale di Pompeo Batoni, a Lucca in via dell'Anguillara

Figlio dell'orafo lucchese Paolino Batoni e Chiara Sesti, Pompeo si trasferì a Roma nel 1727. Attraversò dapprima un periodo di formazione, presso la bottega di Francesco Ferdinandi, trascorso per lo più a copiare le opere di Raffaello e Annibale Carracci. 
Solo nei primi anni trenta cominciò ad ottenere commissioni di prestigio. Il primo mecenate fu Forte Gabrielli, conte di Baccaresca, che gli commissionò la celebre Madonna in trono con santi e beati della famiglia Gabrielli di Gubbio per la chiesa di San Gregorio al Celio a Roma (1732-1733), una seconda versione della quale è oggi a Venezia, alle Gallerie dell'Accademia. Altri incarichi seguirono, tra cui una pala d'altare per la chiesa dei Santi Celso e Giuliano e la prestigiosissima Caduta di Simon Mago per la basilica di San Pietro in Vaticano (oggi a Santa Maria degli Angeli). Risale al 1743 l'Estasi di santa Caterina da Siena del Museo nazionale di Villa Guinigi a Lucca.
Ancora più importanti come mecenati furono i conti Cesare Merenda e Giuseppe Merenda di Forlì, che, negli anni Quaranta del secolo gli commissionarono almeno una trentina di dipinti, fra i quali: Marchesa Merenda in veste di Flora (1740), Sacra Famiglia (1741-1742), Santa Maria Maddalena, la serie degli Apostoli, quali San Pietro, Sant'Andrea, San Giacomo Maggiore, San Giacomo Minore, San Bartolomeo, San Tommaso.
Fu in questi anni che l'artista si specializzò nei ritratti, un genere assai remunerativo visto l'alto numero di nobiluomini stranieri di passaggio a Roma per il Grand Tour. Batoni si conquistò così la fama internazionale di miglior pittore italiano, grazie soprattutto ai committenti che provenivano dall'Inghilterra e dall'Irlanda.
In queste opere e nei numerosi dipinti allegorici e mitologici da lui prodotti, Batoni si mostra un artista composto e già tendente al neoclassicismo. Ricordata dalle fonti coeve è la sua rivalità con Anton Raphael Mengs.
Tra i suoi effigiati si segnalano l'imperatore d'Austria Giuseppe II, il papa Pio VI e i cardinali Nicola e Leonardo Antonelli.
Dal 1759 in poi, il Batoni visse in una grande casa in via Bocca di Leone a Roma. Colpito da apoplessia, morì il 4 febbraio 1787 e venne sepolto nella chiesa di San Lorenzo in Lucina, dove è sepolto anche Nicolas Poussin.

## Vita privata
Ebbe due mogli. Nel 1730 si sposò a Roma con Caterina, la figlia del custode della Farnesina, da cui ebbe cinque figli e che morirà nel 1742. Cinque anni dopo si sposò nuovamente con Lucia Fattori da cui ebbe altri sette figli.

## Opere

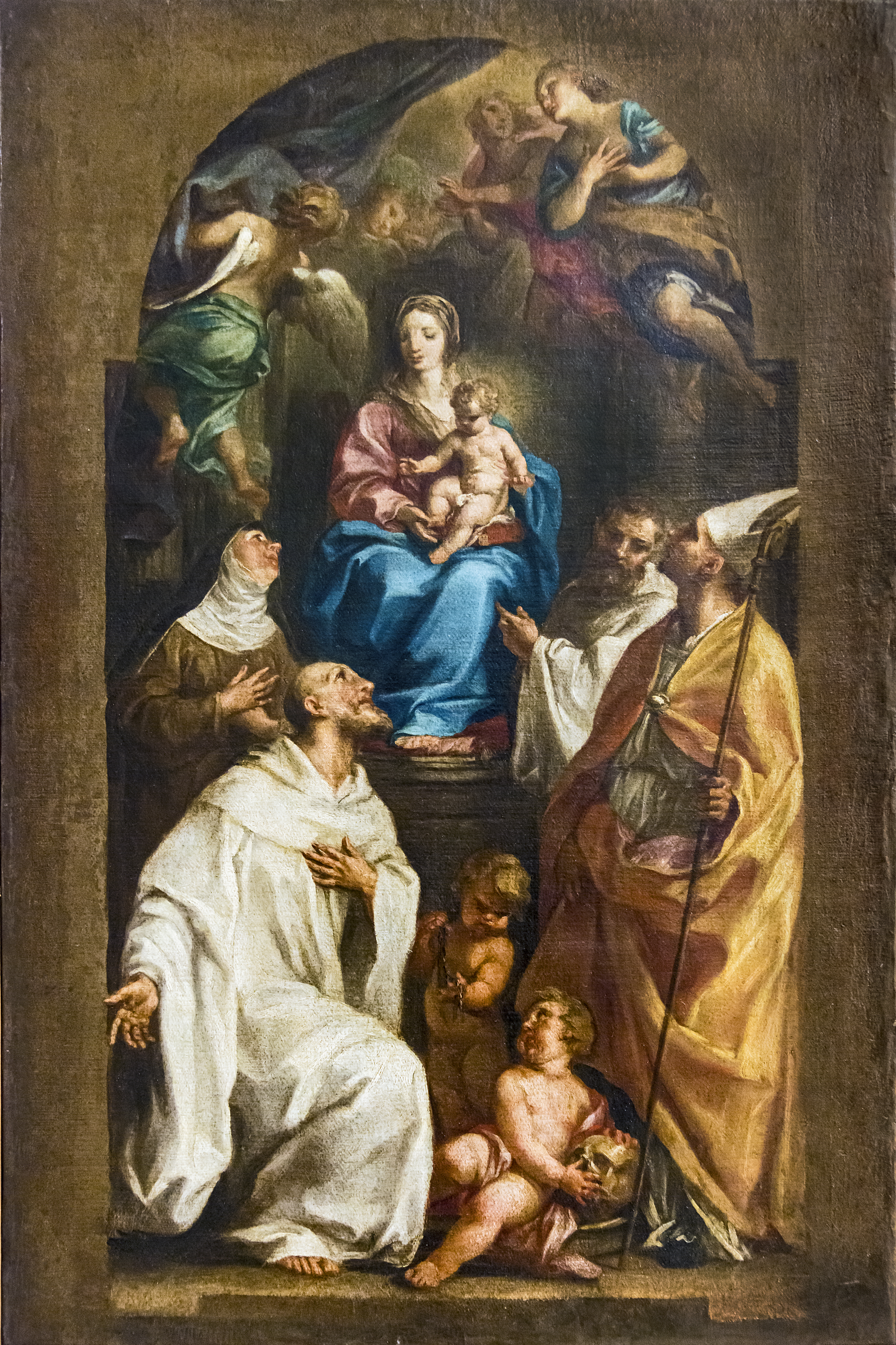
Madonna in trono con santi e beati della famiglia Gabrielli di Gubbio, 1736, Venezia, Gallerie dell'Accademia

La National Gallery di Londra conserva quattro suoi dipinti: Il Tempo che ordina alla Vecchiaia di distruggere la Bellezza (1746), un Ritratto di John Scott di Banks Fee (1774), un Ritratto di Richard Milles (anni sessanta del secolo) e un Ritratto di Humphry Morice (1761-62).
Molto diffusa tra i cattolici l'immagine del Sacro Cuore di Gesù dipinta da Pompeo Batoni nel 1767 e che si trova nella Chiesa del Gesù a Roma.

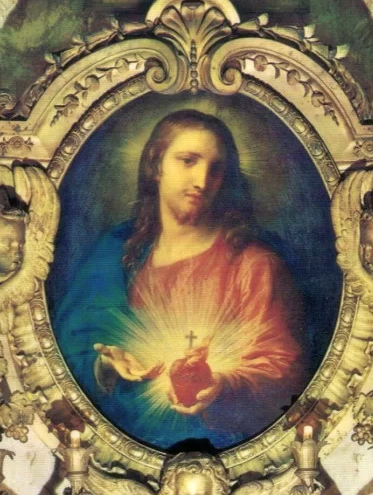
Sacro Cuore di Gesù, 1760, Roma, Chiesa del Gesù

 Sempre a Roma Batoni ha dipinto Madonna in trono con santi e beati della famiglia Gabrielli di Gubbio (1732), pala del secondo altare a sinistra della chiesa di San Gregorio al Celio; Cristo in Gloria con i santi Celso, Giuliano, Basilissa e Marcionilla (1733-35) all'altare maggiore della chiesa dei Santi Celso e Giuliano; La caduta di Simone Mago nella basilica di Santa Maria degli Angeli e dei Martiri (1765) e la Madonna col Bambino all'altare maggiore della chiesa di Sant'Eusebio.
Nei civici Musei Capitolini di Roma è conservata la Sacra Famiglia.
Si segnala una singolarissima ed unica committenza effettuata per la chiesa dei Conti Antonelli a Brugnetto di Senigallia, dove l'artista ritrae due ovali su ardesia, unico esempio conosciuto al mondo del Batoni, i Principi della Chiesa: il cardinale "Zio" (Nicola Antonelli 1761) e il cardinale "Nepote" (Leonardo Antonelli 1776). 
A Forlì, nella Pinacoteca civica, si trova il ritratto del soprano (castrato) e musicista Giuseppe Santarelli.
Nella chiesa del convento della Presentazione al Tempio di Monte Argentario, è conservata la Madonna col Bambino che regge il Sacro Cuore e san Giuseppe sullo sfondo.
Nel duomo di Chiari sono conservati L'Immacolata Concezione detta anche Incoronazione della Vergine (1750) e La Vergine col Bambino, san Giacomo maggiore, san Girolamo e san Filippo Neri (1780) .

A Brescia, nella chiesa di Santa Maria della Pace, la pala d'altare è una sua Presentazione di Gesù al tempio (1737) donata ai padri filippini dal vescovo di Brescia, card. Angelo Maria Querini. Nella stessa chiesa è presente in un altare laterale un altro dipinto di Batoni, San Giovanni Nepomuceno davanti alla Vergine.
All'Ermitage di San Pietroburgo sono conservate diverse opere di Batoni. In particolare: Teti affida a Chirone l'educazione di Achille (1768), La continenza di Scipione (1768), la Sacra Famiglia (1777), Ritratto del Principe Alessandro B. Kurakin e Allegoria della lascivia
Nel 2013, una sua opera, Susanna e i vecchioni, è stata battuta da Sotheby's a più di 11 milioni di dollari.

## Mostre
- Mostra di Pompeo Batoni, Lucca, Palazzo Ducale, luglio - settembre, 1967.
- Pompeo Batoni: Prince of Painters in Eighteenth-Century Rome, Houston, Museum of Fine Arts, 21 ottobre 2007 - 27 gennaio 2008.
- Pompeo Batoni (1708 - 1787), Londra, National Gallery, 20 febbraio - 18 maggio 2008.
- Pompeo Batoni - L'Europa delle Corti e il Grand Tour, Lucca, Palazzo Ducale, 6 dicembre 2008 - 29 marzo 2009.